# Castelvecchio Pascoli
Castelvecchio Pascoli est une frazione de la commune de Barga, dans la province de Lucques, en Toscane (Italie), dans la vallée du Serchio, où le poète Giovanni Pascoli a acheté la maison Cardosi-Carrara.

## Histoire
Le hameau de Castelvecchio di Barga est renommé, parce que Giovanni Pascoli y a longtemps séjourné, se consacrant à la poésie et aux études de littérature classique : les trois bureaux où il a travaillé, en latin, en grec et en italien, s'y trouvent toujours. Ici, il semblait avoir finalement reconstitué le nid détruit à San Mauro.
Le recueil de poèmes Canti di Castelvecchio regorge de références autobiographiques et de scènes de la vie campagnarde ainsi que du vocabulaire dialectal des Barghigiani (habitants de Barga). La devise initiale, identique à celle de Myricae, est : Arbusta iuvant humilesque myricae. Pascoli retrouve ainsi le sujet de sa collection précédente et la poétique du Fanciullino (Le Petit Enfant) en accentuant sa valeur symbolique.
La maison-musée Pascoli est toujours là. Giovanni Pascoli et sa sœur Mariù sont enterrés dans la chapelle adjacente.

## Transports
Castelvecchio Pascoli est bordé par la Route régionale 445 (it) de la Garfagnana et est traversé par la Route provinciale 7.
Dans le cadre du contrat de service passé avec la région Toscane, un arrêt de la compagnie Trenitalia est desservi par les trains circulant sur la ligne de chemin de fer Lucca-Aulla (it).

## Sport
La société sportive Il Ciocco a hébergé, en 1991, la deuxième édition du championnats du monde de VTT cross-country.